# Torneio Pré-Olímpico de Voleibol Masculino de 2023
O Torneio Pré-Olímpico de Voleibol Masculino de 2023 foi a competição qualificatória para os Jogos Olímpicos de Verão de 2024 organizada pela Federação Internacional de Voleibol (FIVB). Concedeu seis vagas para o torneio masculino e foi realizado em três países entre os dias 30 de setembro e 8 de outubro.

## Fórmula da disputa
Etapa 1 - Torneio qualificatório olímpico
As equipes foram distribuídas em 3 grupos de 8 equipes cada. Cada equipe jogou com as outras 7 equipes do próprio grupo e foi classificada de acordo com o sistema padrão de classificação de equipes. As 2 melhores equipes classificadas por grupo se classificam para os Jogos Olímpicos de Verão de 2024.
Etapa 2 - Seleção de universalidade
As cinco vagas restantes serão preenchidas pelas cinco seleções ainda não classificadas de acordo com o ranking da FIVB a partir do final da fase preliminar da Liga das Nações de 2024 (exceto a seleção da França, que se classificou como anfitriã do evento). Para garantir o princípio da universalidade, essas equipes serão selecionadas pela seguinte ordem de prioridade: 
1. Equipe(s) de continente(s) sem equipe(s) qualificada(s);
2. Equipe(s) de ponta ainda não qualificada(s).[4]

## Composição dos grupos
O sorteio dos grupos ocorreu no dia 17 de março de 2023, em Lausanne, Suíça. Entre parênteses está a posição de cada equipe no ranking da FIVB na data do sorteio.
| Grupo A       | Grupo B            | Grupo C            |
| ------------- | ------------------ | ------------------ |
| Brasil (4)    | Japão (7)          | China (26)         |
| Itália (2)    | Estados Unidos (6) | Polônia (1)        |
| Irã (10)      | Eslovênia (9)      | Argentina (8)      |
| Cuba (12)     | Sérvia (11)        | Países Baixos (13) |
| Ucrânia (16)  | Turquia (14)       | Canadá (15)        |
| Alemanha (17) | Tunísia (19)       | México (18)        |
| Chéquia (22)  | Egito (20)         | Bélgica (21)       |
| Catar (25)    | Finlândia (24)     | Bulgária (23)      |

## Locais das partidas
| Grupo A                                | Grupo B                                 | Grupo C                                              |
| Maracanãzinho · Rio de Janeiro, Brasil | Ginásio Nacional Yoyogi · Tóquio, Japão | Centro de Esportes Eletrônicos Qujiang · Xian, China |
| -------------------------------------- | --------------------------------------- | ---------------------------------------------------- |
|                                        |                                         |                                                      |
| Capacidade: 12 000                     | Capacidade: 13 291                      | Capacidade: 10 000                                   |

## Resultados
|  | Classificados para os Jogos Olímpicos de 2024 |

### Grupo A
- As partidas seguem o horário local (UTC−3).

|     |          |     | Jogos | Jogos | Jogos | Resultados | Resultados | Resultados | Resultados | Resultados | Resultados | Sets | Sets | Sets  | Pontos | Pontos | Pontos |
| Pos | Equipe   | Pts | T     | V     | D     | 3–0        | 3–1        | 3–2        | 2–3        | 1–3        | 0–3        | V    | P    | R     | V      | P      | R      |
| --- | -------- | --- | ----- | ----- | ----- | ---------- | ---------- | ---------- | ---------- | ---------- | ---------- | ---- | ---- | ----- | ------ | ------ | ------ |
| 1   | Alemanha | 21  | 7     | 7     | 0     | 3          | 4          | 0          | 0          | 0          | 0          | 21   | 4    | 5.250 | 611    | 493    | 1.239  |
| 2   | Brasil   | 15  | 7     | 6     | 1     | 2          | 1          | 3          | 0          | 1          | 0          | 19   | 10   | 1.900 | 672    | 616    | 1.091  |
| 3   | Cuba     | 14  | 7     | 5     | 2     | 3          | 1          | 1          | 0          | 2          | 0          | 17   | 9    | 1.889 | 598    | 562    | 1.064  |
| 4   | Itália   | 13  | 7     | 4     | 3     | 3          | 1          | 0          | 1          | 2          | 0          | 16   | 10   | 1.600 | 616    | 564    | 1.092  |
| 5   | Ucrânia  | 10  | 7     | 3     | 4     | 1          | 2          | 0          | 1          | 0          | 3          | 11   | 14   | 0.786 | 539    | 580    | 0.929  |
| 6   | Chéquia  | 7   | 7     | 2     | 5     | 0          | 2          | 0          | 1          | 2          | 2          | 10   | 17   | 0.588 | 587    | 638    | 0.920  |
| 7   | Irã      | 4   | 7     | 1     | 6     | 0          | 1          | 0          | 1          | 2          | 3          | 7    | 19   | 0.368 | 545    | 617    | 0.883  |
| 8   | Catar    | 0   | 7     | 0     | 7     | 0          | 0          | 0          | 0          | 3          | 4          | 3    | 21   | 0.143 | 507    | 605    | 0.838  |

| Data   | Hora  |          | Placar |          | Set 1 | Set 2 | Set 3 | Set 4 | Set 5 | Total   | Relatório |
| ------ | ----- | -------- | ------ | -------- | ----- | ----- | ----- | ----- | ----- | ------- | --------- |
| 30 set | 10:00 | Brasil   | 3–0    | Catar    | 25–16 | 25–19 | 26–24 |       |       | 76–59   | Relatório |
| 30 set | 13:30 | Itália   | 3–1    | Chéquia  | 24–26 | 25–18 | 25–22 | 25–19 |       | 99–85   | Relatório |
| 30 set | 17:00 | Irã      | 1–3    | Alemanha | 22–25 | 25–22 | 16–25 | 21–25 |       | 84–97   | Relatório |
| 30 set | 20:30 | Cuba     | 3–0    | Ucrânia  | 25–16 | 25–19 | 25–18 |       |       | 75–53   | Relatório |
| 1 out  | 10:00 | Brasil   | 3–2    | Chéquia  | 22–25 | 25–16 | 25–20 | 21–25 | 16–14 | 109–100 | Relatório |
| 1 out  | 13:30 | Cuba     | 1–3    | Alemanha | 25–21 | 14–25 | 22–25 | 15–25 |       | 76–96   | Relatório |
| 1 out  | 17:00 | Itália   | 3–0    | Catar    | 25–19 | 25–20 | 25–19 |       |       | 75–58   | Relatório |
| 1 out  | 20:30 | Irã      | 0–3    | Ucrânia  | 19–25 | 22–25 | 17–25 |       |       | 58–75   | Relatório |
| 3 out  | 10:00 | Irã      | 3–1    | Catar    | 25–23 | 23–25 | 25–17 | 25–23 |       | 98–88   | Relatório |
| 3 out  | 13:30 | Cuba     | 3–0    | Chéquia  | 26–24 | 25–21 | 25–21 |       |       | 76–66   | Relatório |
| 3 out  | 17:00 | Itália   | 3–0    | Ucrânia  | 25–23 | 25–16 | 25–16 |       |       | 75–55   | Relatório |
| 3 out  | 20:30 | Brasil   | 1–3    | Alemanha | 25–21 | 19–25 | 19–25 | 26–28 |       | 89–99   | Relatório |
| 4 out  | 10:00 | Irã      | 1–3    | Chéquia  | 17–25 | 22–25 | 25–21 | 20–25 |       | 84–96   | Relatório |
| 4 out  | 13:30 | Itália   | 1–3    | Alemanha | 24–26 | 25–18 | 20–25 | 23–25 |       | 92–94   | Relatório |
| 4 out  | 17:00 | Cuba     | 3–0    | Catar    | 25–21 | 25–21 | 25–16 |       |       | 75–58   | Relatório |
| 4 out  | 20:30 | Brasil   | 3–2    | Ucrânia  | 36–38 | 25–20 | 21–25 | 25–18 | 15–11 | 122–112 | Relatório |
| 6 out  | 10:00 | Brasil   | 3–1    | Cuba     | 23–25 | 25–18 | 25–20 | 25–20 |       | 98–83   | Relatório |
| 6 out  | 13:30 | Itália   | 3–0    | Irã      | 25–22 | 25–22 | 25–23 |       |       | 75–67   | Relatório |
| 6 out  | 17:00 | Ucrânia  | 3–1    | Catar    | 25–22 | 27–29 | 26–24 | 25–21 |       | 103–96  | Relatório |
| 6 out  | 20:30 | Alemanha | 3–0    | Chéquia  | 25–23 | 25–18 | 25–17 |       |       | 75–58   | Relatório |
| 7 out  | 10:00 | Brasil   | 3–0    | Irã      | 25–19 | 25–20 | 25–23 |       |       | 75–62   | Relatório |
| 7 out  | 13:30 | Itália   | 1–3    | Cuba     | 22–25 | 25–21 | 25–27 | 27–29 |       | 99–102  | Relatório |
| 7 out  | 17:00 | Ucrânia  | 3–1    | Chéquia  | 25–19 | 25–15 | 23–25 | 25–20 |       | 98–79   | Relatório |
| 7 out  | 20:30 | Alemanha | 3–0    | Catar    | 25–15 | 25–20 | 25–16 |       |       | 75–51   | Relatório |
| 8 out  | 10:00 | Brasil   | 3–2    | Itália   | 25–23 | 23–25 | 15–25 | 25–17 | 15–11 | 103–101 | Relatório |
| 8 out  | 13:30 | Irã      | 2–3    | Cuba     | 20–25 | 25–23 | 25–23 | 13–25 | 9–15  | 92–111  | Relatório |
| 8 out  | 17:00 | Ucrânia  | 0–3    | Alemanha | 17–25 | 12–25 | 14–25 |       |       | 43–75   | Relatório |
| 8 out  | 20:30 | Chéquia  | 3–1    | Catar    | 25–27 | 28–26 | 25–23 | 25–21 |       | 103–97  | Relatório |

### Grupo B
- As partidas seguem o horário local (UTC+9).
- A melhor equipe deste grupo conquistou automaticamente o título da Copa do Mundo de 2023.[5]

|     |                |     | Jogos | Jogos | Jogos | Resultados | Resultados | Resultados | Resultados | Resultados | Resultados | Sets | Sets | Sets  | Pontos | Pontos | Pontos |
| Pos | Equipe         | Pts | T     | V     | D     | 3–0        | 3–1        | 3–2        | 2–3        | 1–3        | 0–3        | V    | P    | R     | V      | P      | R      |
| --- | -------------- | --- | ----- | ----- | ----- | ---------- | ---------- | ---------- | ---------- | ---------- | ---------- | ---- | ---- | ----- | ------ | ------ | ------ |
| 1   | Estados Unidos | 20  | 7     | 7     | 0     | 4          | 2          | 1          | 0          | 0          | 0          | 21   | 4    | 5.250 | 610    | 475    | 1.284  |
| 2   | Japão          | 16  | 7     | 5     | 2     | 4          | 0          | 1          | 2          | 0          | 0          | 19   | 8    | 2.375 | 622    | 504    | 1.234  |
| 3   | Eslovênia      | 15  | 7     | 5     | 2     | 3          | 2          | 0          | 0          | 1          | 1          | 16   | 8    | 2,000 | 566    | 532    | 1.064  |
| 4   | Turquia        | 11  | 7     | 4     | 3     | 1          | 2          | 1          | 0          | 1          | 2          | 13   | 13   | 1,000 | 605    | 599    | 1.010  |
| 5   | Sérvia         | 9   | 7     | 3     | 4     | 2          | 1          | 0          | 0          | 1          | 3          | 10   | 13   | 0.769 | 496    | 517    | 0.959  |
| 6   | Finlândia      | 7   | 7     | 2     | 5     | 1          | 0          | 1          | 2          | 1          | 2          | 11   | 17   | 0.647 | 575    | 617    | 0.932  |
| 7   | Egito          | 5   | 7     | 2     | 5     | 0          | 0          | 2          | 1          | 3          | 1          | 11   | 19   | 0.579 | 577    | 682    | 0.846  |
| 8   | Tunísia        | 1   | 7     | 0     | 7     | 0          | 0          | 0          | 1          | 0          | 6          | 2    | 21   | 0.095 | 427    | 551    | 0.775  |

| Data   | Hora  |                | Placar |                | Set 1 | Set 2 | Set 3 | Set 4 | Set 5 | Total   | Relatório |
| ------ | ----- | -------------- | ------ | -------------- | ----- | ----- | ----- | ----- | ----- | ------- | --------- |
| 30 set | 10:00 | Eslovênia      | 3–0    | Tunísia        | 25–20 | 25–18 | 25–21 |       |       | 75–59   | Relatório |
| 30 set | 13:00 | Sérvia         | 1–3    | Turquia        | 22–25 | 25–20 | 14–25 | 20–25 |       | 81–95   | Relatório |
| 30 set | 16:00 | Estados Unidos | 3–0    | Egito          | 25–20 | 25–16 | 25–19 |       |       | 75–55   | Relatório |
| 30 set | 19:25 | Japão          | 3–2    | Finlândia      | 25–17 | 25–15 | 25–27 | 19–25 | 15–12 | 109–96  | Relatório |
| 1 out  | 10:00 | Eslovênia      | 3–0    | Turquia        | 28–26 | 30–28 | 25–22 |       |       | 83–76   | Relatório |
| 1 out  | 13:00 | Sérvia         | 3–0    | Tunísia        | 25–21 | 25–16 | 25–21 |       |       | 75–58   | Relatório |
| 1 out  | 16:00 | Estados Unidos | 3–0    | Finlândia      | 25–17 | 25–15 | 25–17 |       |       | 75–49   | Relatório |
| 1 out  | 19:25 | Japão          | 2–3    | Egito          | 25–14 | 25–10 | 23–25 | 23–25 | 13–15 | 109–89  | Relatório |
| 3 out  | 10:00 | Eslovênia      | 3–1    | Finlândia      | 25–19 | 18–25 | 25–20 | 25–18 |       | 93–82   | Relatório |
| 3 out  | 13:00 | Sérvia         | 3–1    | Egito          | 18–25 | 25–19 | 25–14 | 25–16 |       | 93–74   | Relatório |
| 3 out  | 16:00 | Estados Unidos | 3–1    | Turquia        | 25–17 | 26–28 | 32–30 | 25−20 |       | 108–75  | Relatório |
| 3 out  | 19:25 | Japão          | 3–0    | Tunísia        | 25–14 | 25–16 | 25–15 |       |       | 75–45   | Relatório |
| 4 out  | 10:00 | Eslovênia      | 3–1    | Egito          | 23–25 | 25–22 | 25–17 | 25–14 |       | 98–78   | Relatório |
| 4 out  | 13:00 | Sérvia         | 3–0    | Finlândia      | 25–21 | 25–22 | 25–22 |       |       | 75–65   | Relatório |
| 4 out  | 16:00 | Estados Unidos | 3–0    | Tunísia        | 25–11 | 25–12 | 25–14 |       |       | 75–37   | Relatório |
| 4 out  | 19:25 | Japão          | 3–0    | Turquia        | 25–15 | 25–20 | 25–19 |       |       | 75–54   | Relatório |
| 6 out  | 10:00 | Turquia        | 3–2    | Finlândia      | 25–22 | 25–23 | 23–25 | 23–25 | 15–8  | 111–103 | Relatório |
| 6 out  | 13:00 | Tunísia        | 2–3    | Egito          | 25–15 | 25–13 | 21–25 | 27–29 | 9–15  | 107–97  | Relatório |
| 6 out  | 16:00 | Estados Unidos | 3–1    | Eslovênia      | 25–18 | 21–25 | 25–20 | 25–18 |       | 96–81   | Relatório |
| 6 out  | 19:25 | Japão          | 3–0    | Sérvia         | 25–17 | 25–14 | 25–22 |       |       | 75–53   | Relatório |
| 7 out  | 10:00 | Turquia        | 3–1    | Egito          | 25–21 | 25–18 | 20–25 | 25–23 |       | 95–87   | Relatório |
| 7 out  | 13:00 | Tunísia        | 0–3    | Finlândia      | 19–25 | 23–25 | 15–25 |       |       | 57–75   | Relatório |
| 7 out  | 16:00 | Estados Unidos | 3–0    | Sérvia         | 25–18 | 25–18 | 25–17 |       |       | 75–53   | Relatório |
| 7 out  | 19:25 | Japão          | 3–0    | Eslovênia      | 25–21 | 25–22 | 25–18 |       |       | 75–61   | Relatório |
| 8 out  | 10:00 | Egito          | 2–3    | Finlândia      | 12–25 | 25–20 | 25–20 | 22–25 | 13–15 | 97–105  | Relatório |
| 8 out  | 13:00 | Turquia        | 3–0    | Tunísia        | 25–13 | 25–22 | 29–27 |       |       | 79–62   | Relatório |
| 8 out  | 16:00 | Eslovênia      | 3–0    | Sérvia         | 25–22 | 25–23 | 25–21 |       |       | 75–66   | Relatório |
| 8 out  | 19:25 | Japão          | 2–3    | Estados Unidos | 19–25 | 25–22 | 25–19 | 23–25 | 12–15 | 104–106 | Relatório |

### Grupo C
- As partidas seguem o horário local (UTC+8).

|     |               |     | Jogos | Jogos | Jogos | Resultados | Resultados | Resultados | Resultados | Resultados | Resultados | Sets | Sets | Sets  | Pontos | Pontos | Pontos |
| Pos | Equipe        | Pts | T     | V     | D     | 3–0        | 3–1        | 3–2        | 2–3        | 1–3        | 0–3        | V    | P    | R     | V      | P      | R      |
| --- | ------------- | --- | ----- | ----- | ----- | ---------- | ---------- | ---------- | ---------- | ---------- | ---------- | ---- | ---- | ----- | ------ | ------ | ------ |
| 1   | Polônia       | 18  | 7     | 7     | 0     | 2          | 2          | 3          | 0          | 0          | 0          | 21   | 8    | 2.625 | 682    | 603    | 1.131  |
| 2   | Canadá        | 15  | 7     | 5     | 2     | 3          | 1          | 1          | 1          | 1          | 0          | 18   | 9    | 2,000 | 626    | 576    | 1.087  |
| 3   | Argentina     | 13  | 7     | 5     | 2     | 3          | 0          | 2          | 0          | 2          | 0          | 17   | 10   | 1.700 | 550    | 543    | 1.013  |
| 4   | Bélgica       | 15  | 7     | 4     | 3     | 2          | 2          | 0          | 3          | 0          | 0          | 18   | 11   | 1.636 | 664    | 598    | 1.110  |
| 5   | Bulgária      | 11  | 7     | 4     | 3     | 3          | 0          | 1          | 0          | 0          | 3          | 12   | 11   | 1.091 | 535    | 527    | 1.015  |
| 6   | Países Baixos | 6   | 7     | 2     | 5     | 1          | 0          | 1          | 1          | 1          | 3          | 9    | 17   | 0.529 | 504    | 514    | 0.981  |
| 7   | China         | 6   | 7     | 1     | 6     | 1          | 0          | 0          | 3          | 1          | 2          | 10   | 18   | 0.556 | 559    | 623    | 0.897  |
| 8   | México        | 0   | 7     | 0     | 7     | 0          | 0          | 0          | 0          | 0          | 7          | 0    | 21   | 0,000 | 389    | 525    | 0.741  |

Nota: Argentina ficou na frente da Bélgica pelo número de vitórias (ARG 5, BEL 4).
| Data   | Hora  |               | Placar |               | Set 1 | Set 2 | Set 3 | Set 4 | Set 5 | Total   | Relatório |
| ------ | ----- | ------------- | ------ | ------------- | ----- | ----- | ----- | ----- | ----- | ------- | --------- |
| 30 set | 10:00 | Argentina     | 3–0    | México        | 25–20 | 25–17 | 25–19 |       |       | 75–56   | Relatório |
| 30 set | 13:00 | Países Baixos | 2–3    | Canadá        | 21–25 | 25–23 | 26–24 | 18–25 | 12–15 | 102–112 | Relatório |
| 30 set | 16:00 | Polônia       | 3–2    | Bélgica       | 23–25 | 25–20 | 25–16 | 21–25 | 17–15 | 111–101 | Relatório |
| 30 set | 19:30 | China         | 0–3    | Bulgária      | 18–25 | 19–25 | 14–25 |       |       | 51–75   | Relatório |
| 1 out  | 10:00 | Argentina     | 1–3    | Canadá        | 25–27 | 22–25 | 25–23 | 15–25 |       | 87–100  | Relatório |
| 1 out  | 13:00 | Países Baixos | 3–0    | México        | 25–19 | 25–19 | 25–16 |       |       | 75–54   | Relatório |
| 1 out  | 16:00 | Polônia       | 3–0    | Bulgária      | 26–24 | 25–20 | 25–21 |       |       | 76–65   | Relatório |
| 1 out  | 19:30 | China         | 1–3    | Bélgica       | 18–25 | 25–22 | 19–25 | 17–25 |       | 79–97   | Relatório |
| 3 out  | 10:00 | Argentina     | 3–0    | Bulgária      | 27–25 | 25–21 | 31–29 |       |       | 83–75   | Relatório |
| 3 out  | 13:00 | Países Baixos | 0–3    | Bélgica       | 22–25 | 19–25 | 15–25 |       |       | 56–75   | Relatório |
| 3 out  | 16:00 | Polônia       | 3–2    | Canadá        | 21–25 | 25–20 | 25–20 | 20–25 | 17–15 | 108–105 | Relatório |
| 3 out  | 19:30 | China         | 3–0    | México        | 25–21 | 25–9  | 25–19 |       |       | 75–49   | Relatório |
| 4 out  | 10:00 | Países Baixos | 0–3    | Bulgária      | 23–25 | 21–25 | 28–30 |       |       | 72–80   | Relatório |
| 4 out  | 13:00 | Argentina     | 3–2    | Bélgica       | 25–22 | 25–23 | 18–25 | 21–25 | 15–13 | 104–108 | Relatório |
| 4 out  | 16:00 | Polônia       | 3–0    | México        | 25–21 | 25–19 | 25–14 |       |       | 75–54   | Relatório |
| 4 out  | 19:30 | China         | 0–3    | Canadá        | 19–25 | 22–25 | 24–26 |       |       | 65–76   | Relatório |
| 6 out  | 10:00 | Canadá        | 3–0    | Bulgária      | 25–21 | 25–17 | 25–18 |       |       | 75–56   | Relatório |
| 6 out  | 13:00 | México        | 0–3    | Bélgica       | 18–25 | 21–25 | 17–25 |       |       | 56–75   | Relatório |
| 6 out  | 16:00 | Polônia       | 3–1    | Argentina     | 25–23 | 23–25 | 28–26 | 25–20 |       | 101–94  | Relatório |
| 6 out  | 19:30 | China         | 2–3    | Países Baixos | 25–22 | 16–25 | 16–25 | 25–21 | 11–15 | 93–108  | Relatório |
| 7 out  | 10:00 | Canadá        | 1–3    | Bélgica       | 14–25 | 25–22 | 28–30 | 16–25 |       | 83–102  | Relatório |
| 7 out  | 13:00 | México        | 0–3    | Bulgária      | 23–25 | 19–25 | 22–25 |       |       | 64–75   | Relatório |
| 7 out  | 16:00 | Polônia       | 3–1    | Países Baixos | 21–25 | 25–17 | 25–22 | 29–27 |       | 100–91  | Relatório |
| 7 out  | 19:30 | China         | 2–3    | Argentina     | 25–22 | 22–25 | 19–25 | 25–20 | 12–15 | 103–107 | Relatório |
| 8 out  | 10:00 | Bélgica       | 2–3    | Bulgária      | 21–25 | 25–23 | 25–21 | 22–25 | 13–15 | 106–109 | Relatório |
| 8 out  | 13:00 | Argentina     | 3–0    | Países Baixos | 25–17 | 27–25 | 25–22 |       |       | 77–64   | Relatório |
| 8 out  | 16:00 | Canadá        | 3–0    | México        | 25–20 | 25–21 | 25–15 |       |       | 75–56   | Relatório |
| 8 out  | 19:30 | China         | 2–3    | Polônia       | 20–25 | 25–23 | 25–22 | 9–25  | 14–16 | 93–111  | Relatório |